# Saverne
Saverne (germană Zabern, alsaciană: Zàwere) este un oraș în Franța, sub-prefectură a departamentului Bas-Rhin, în regiunea Alsacia. 

## Personalități născute aici
- François-Rupert Carabin (1862 - 1932), ebenist⁠(d), fotograf, sculptor;
- Leon Dabo (1864 - 1960), pictor american.

Saverne
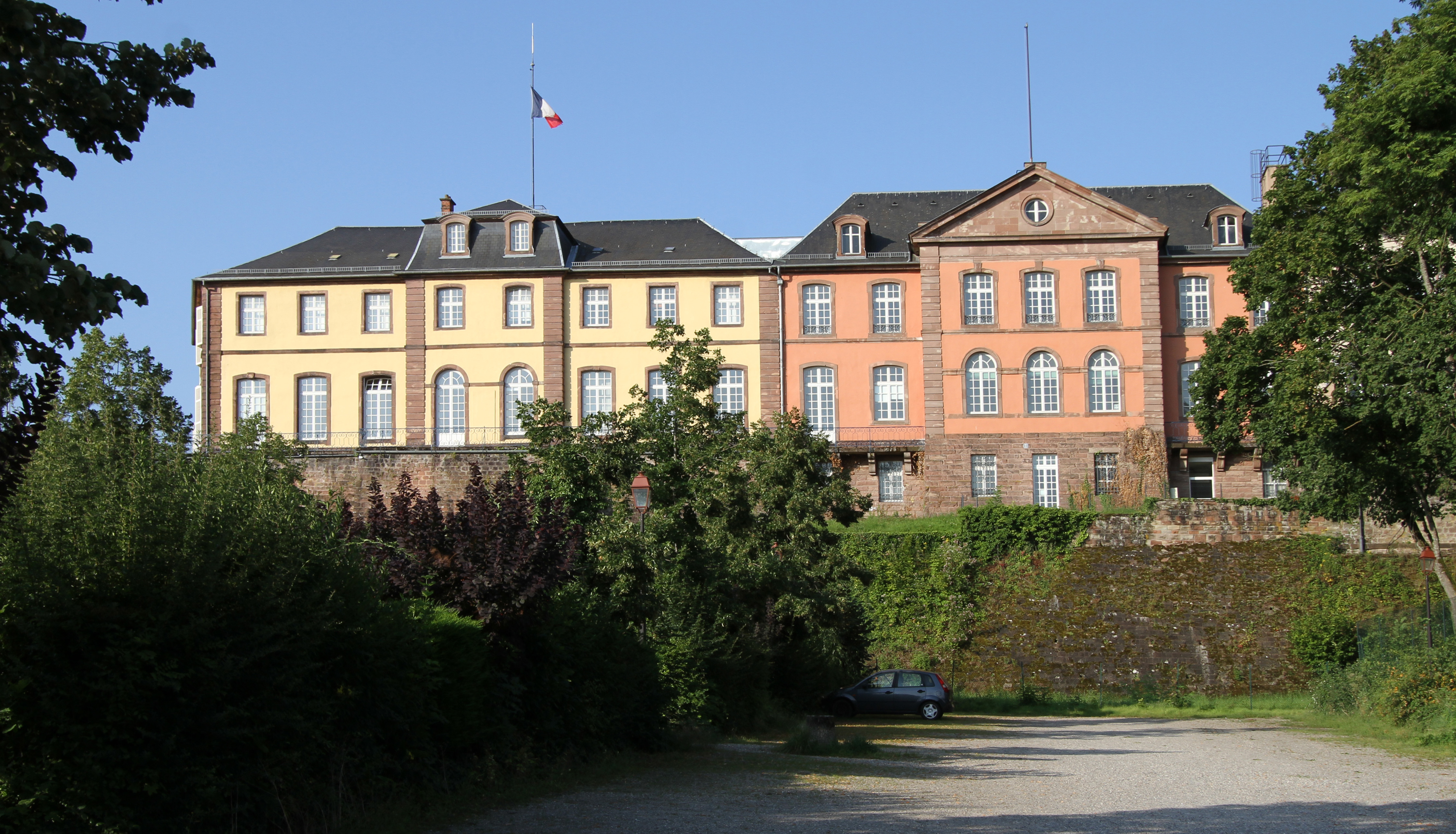
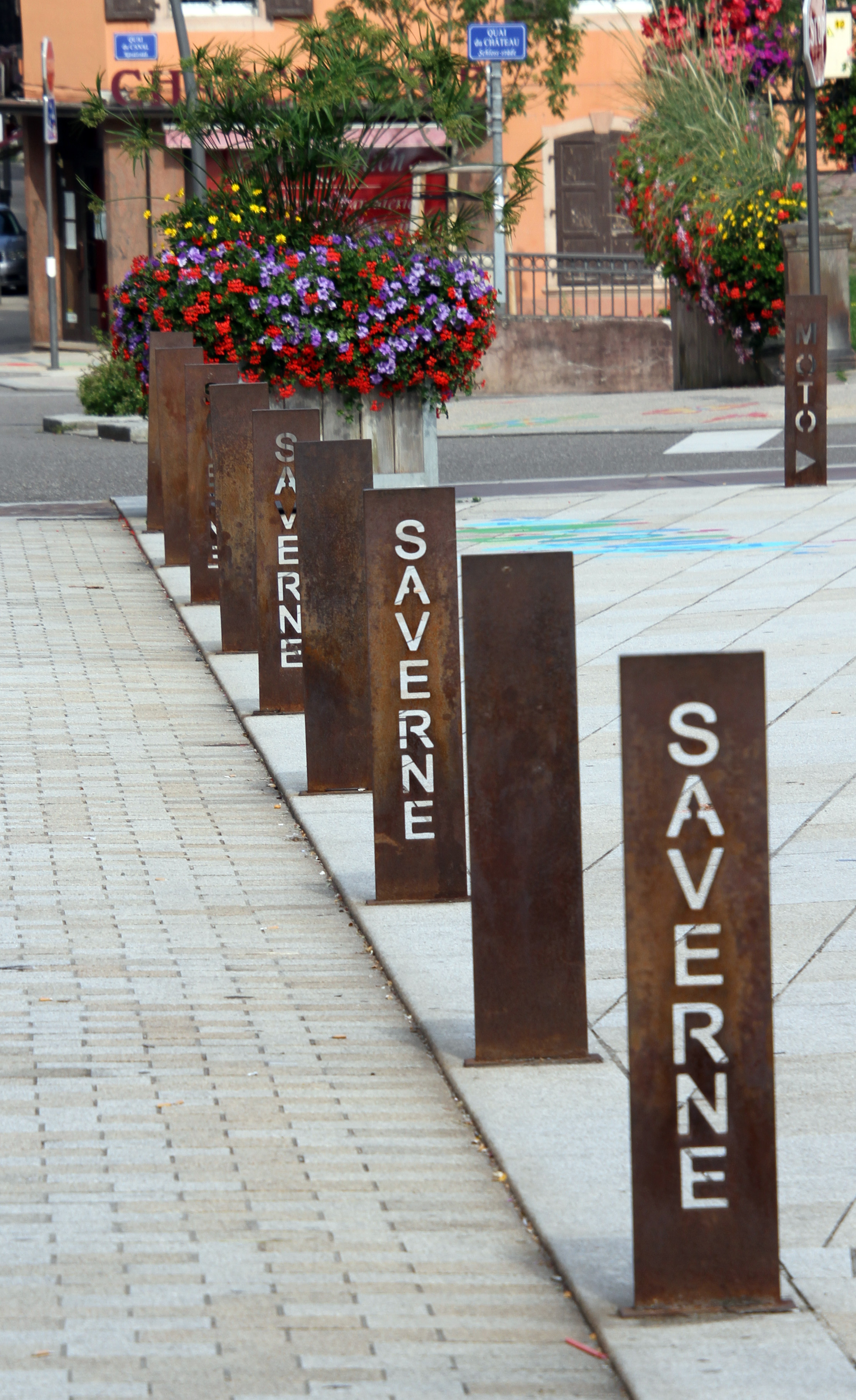
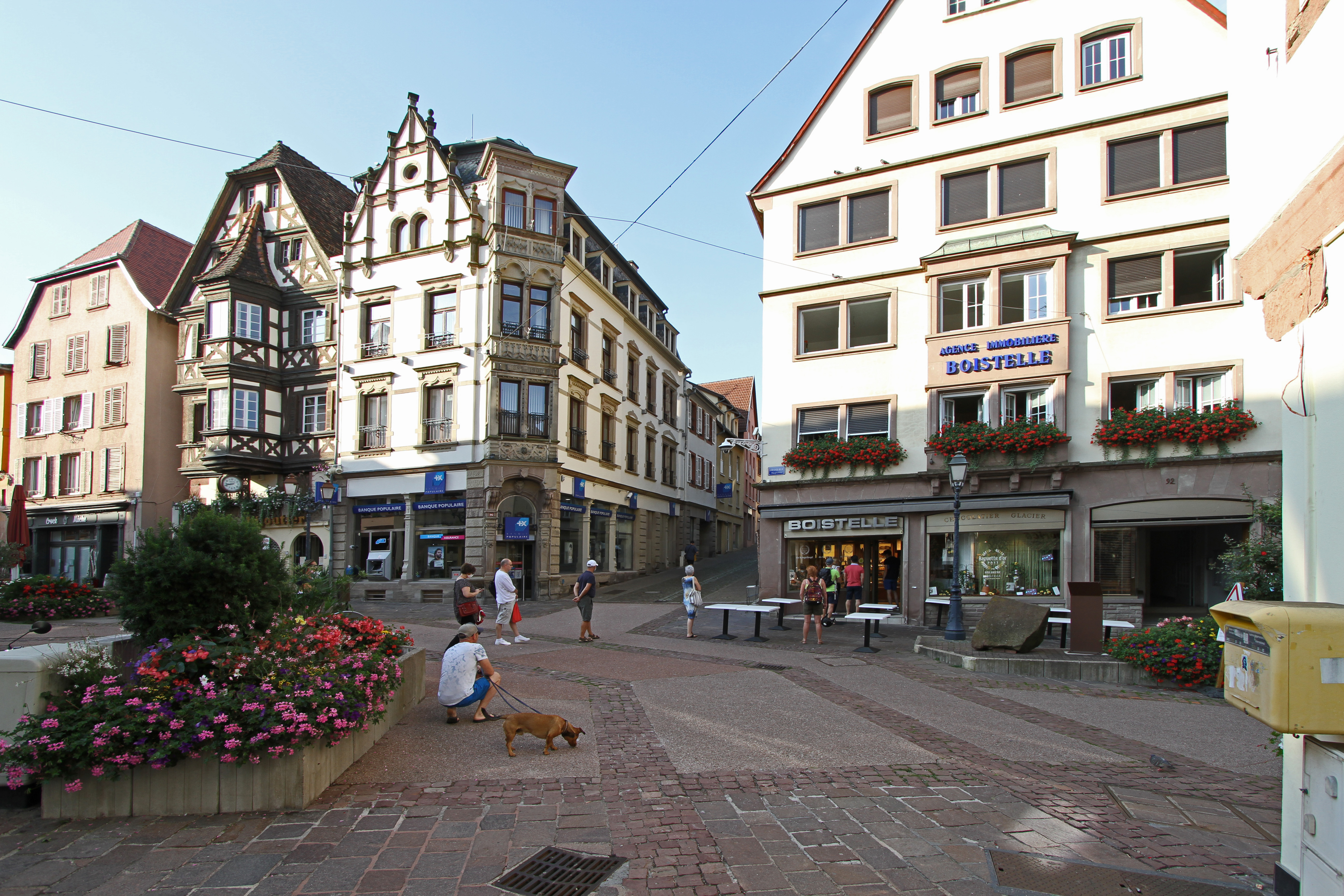
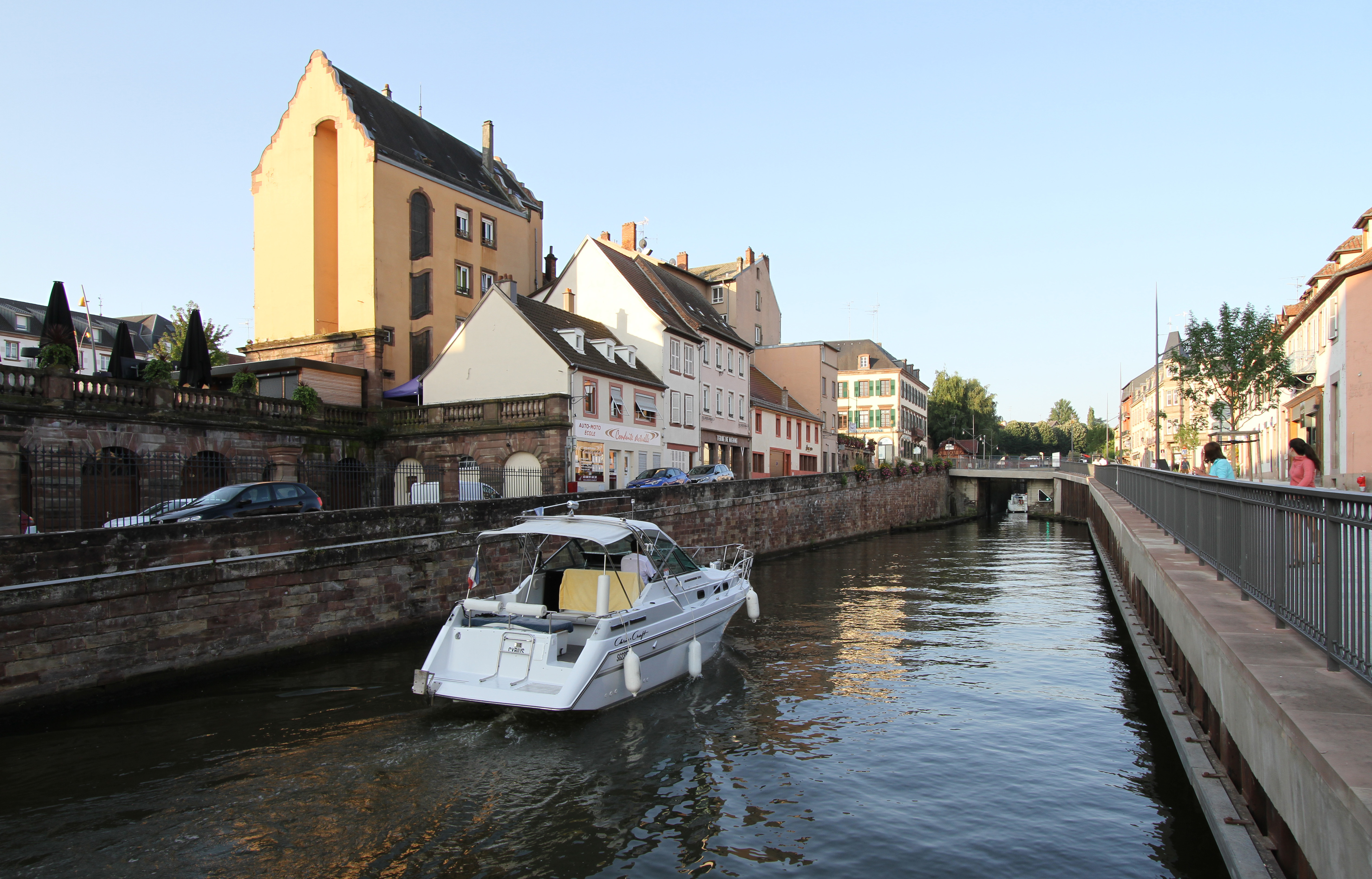
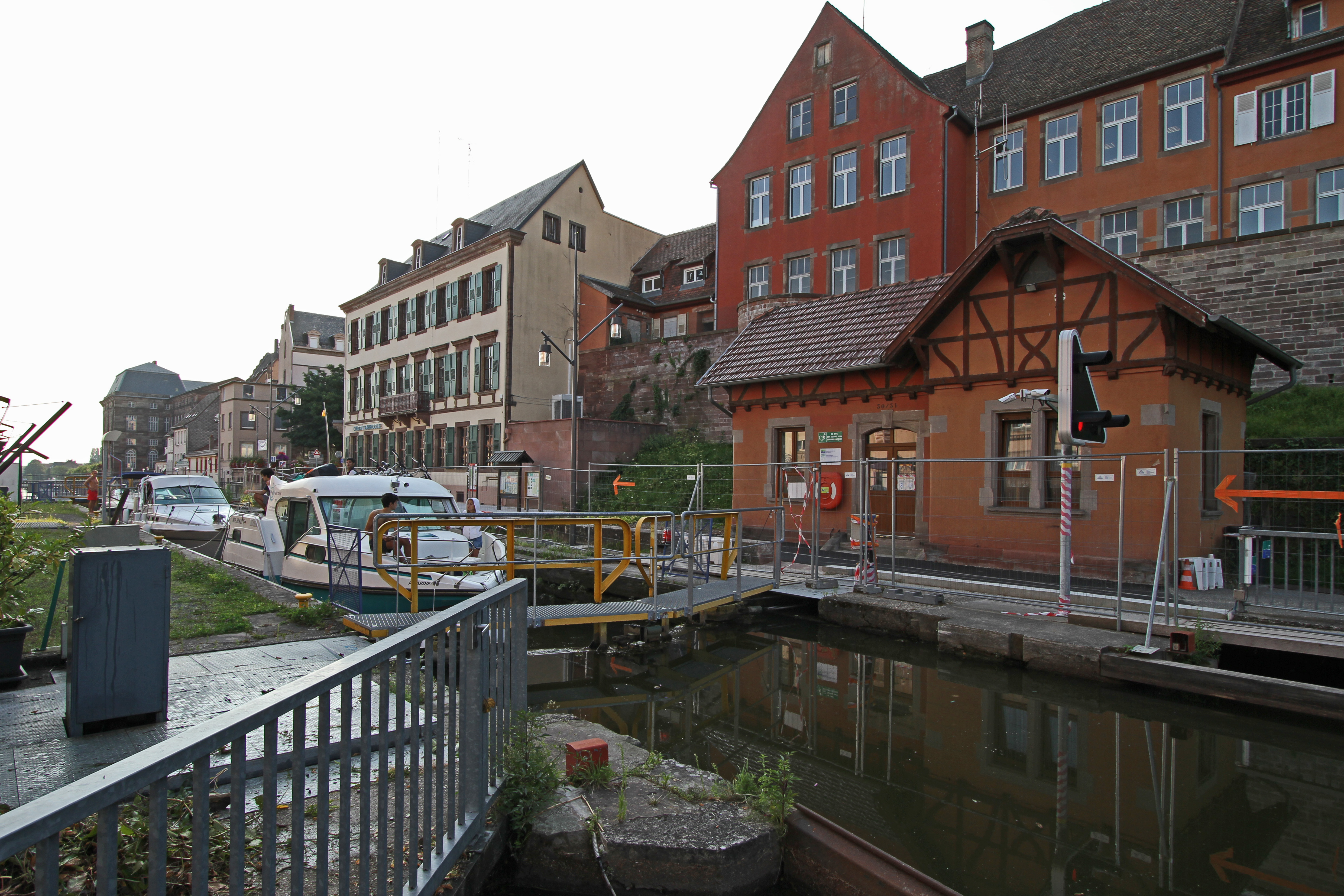
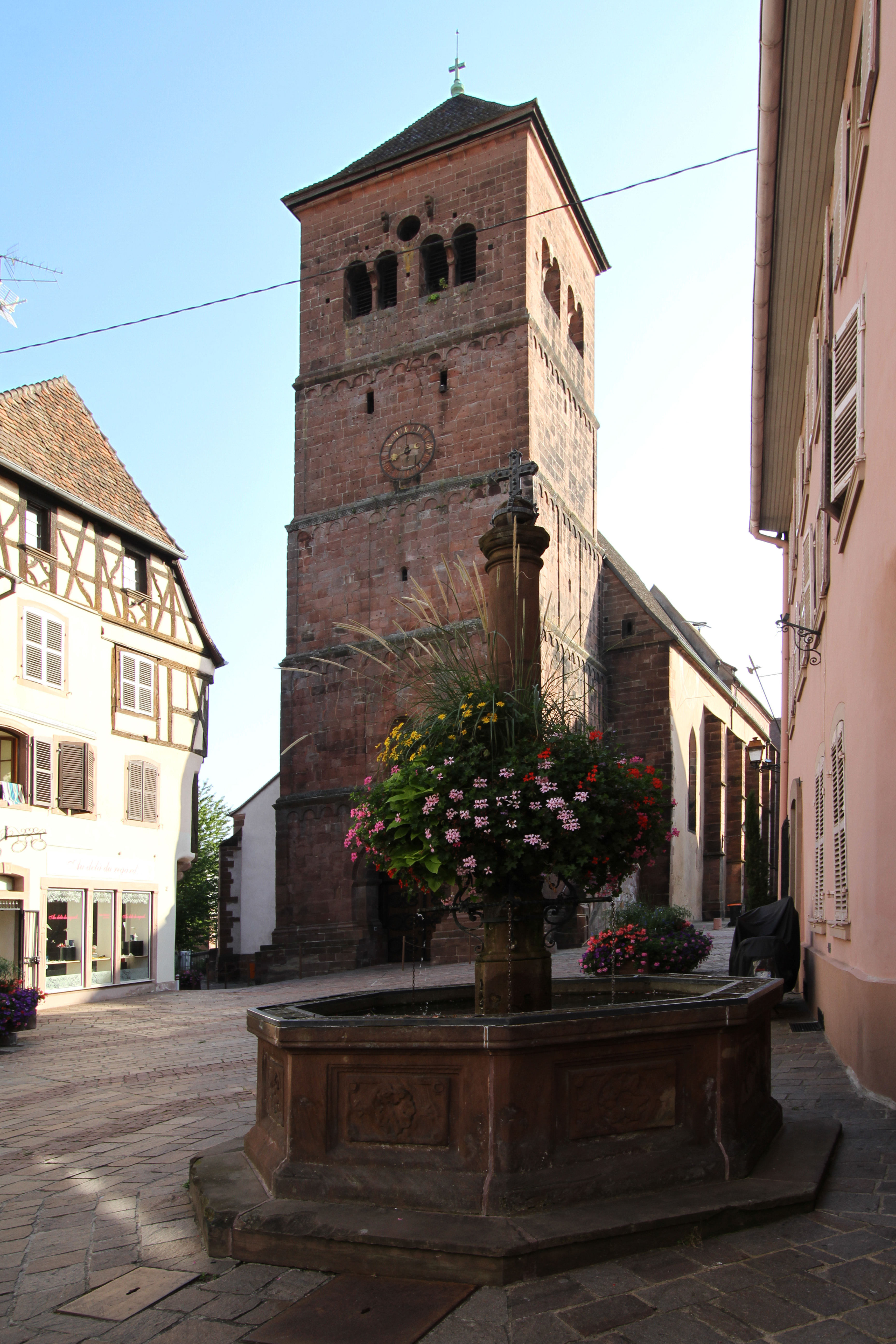
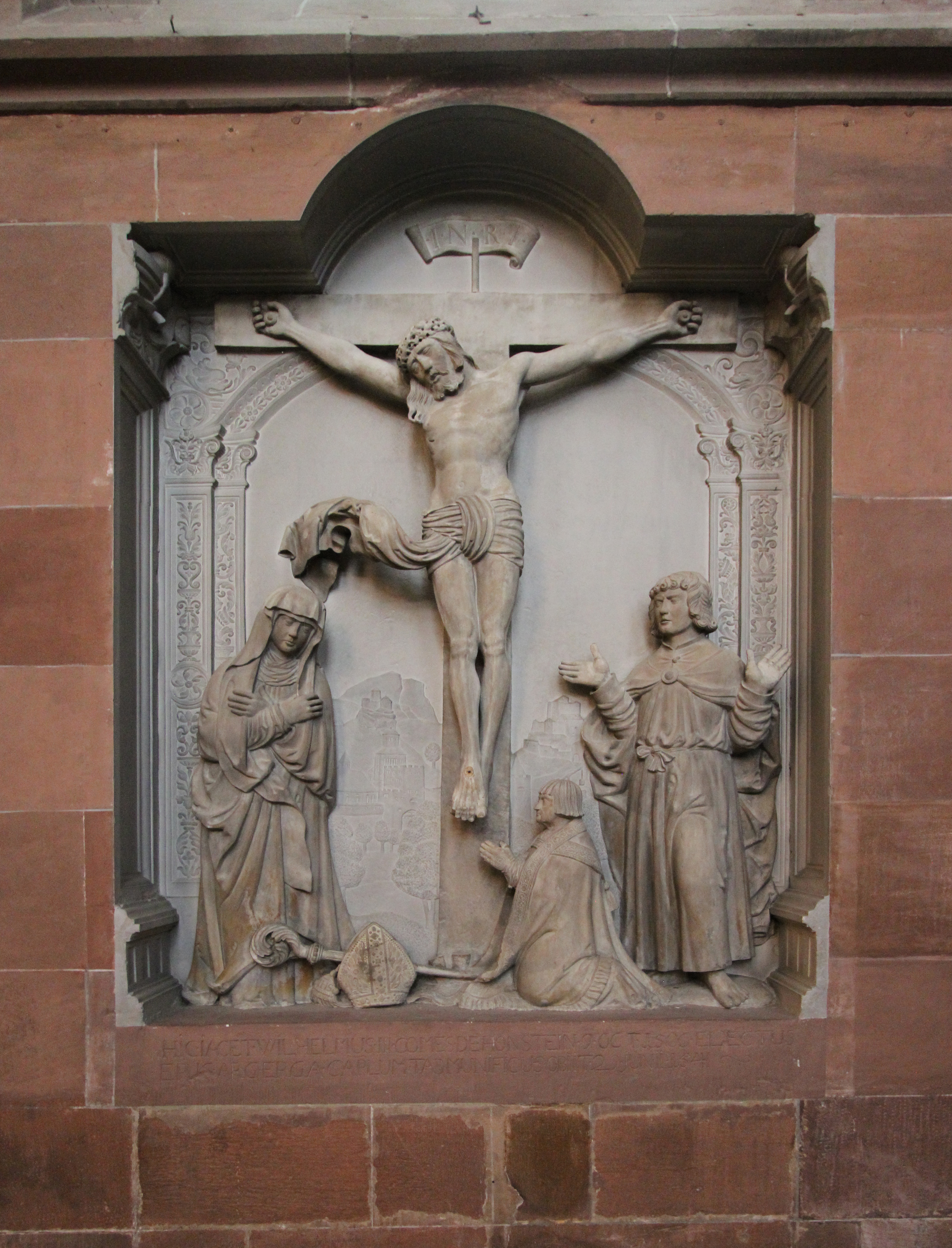
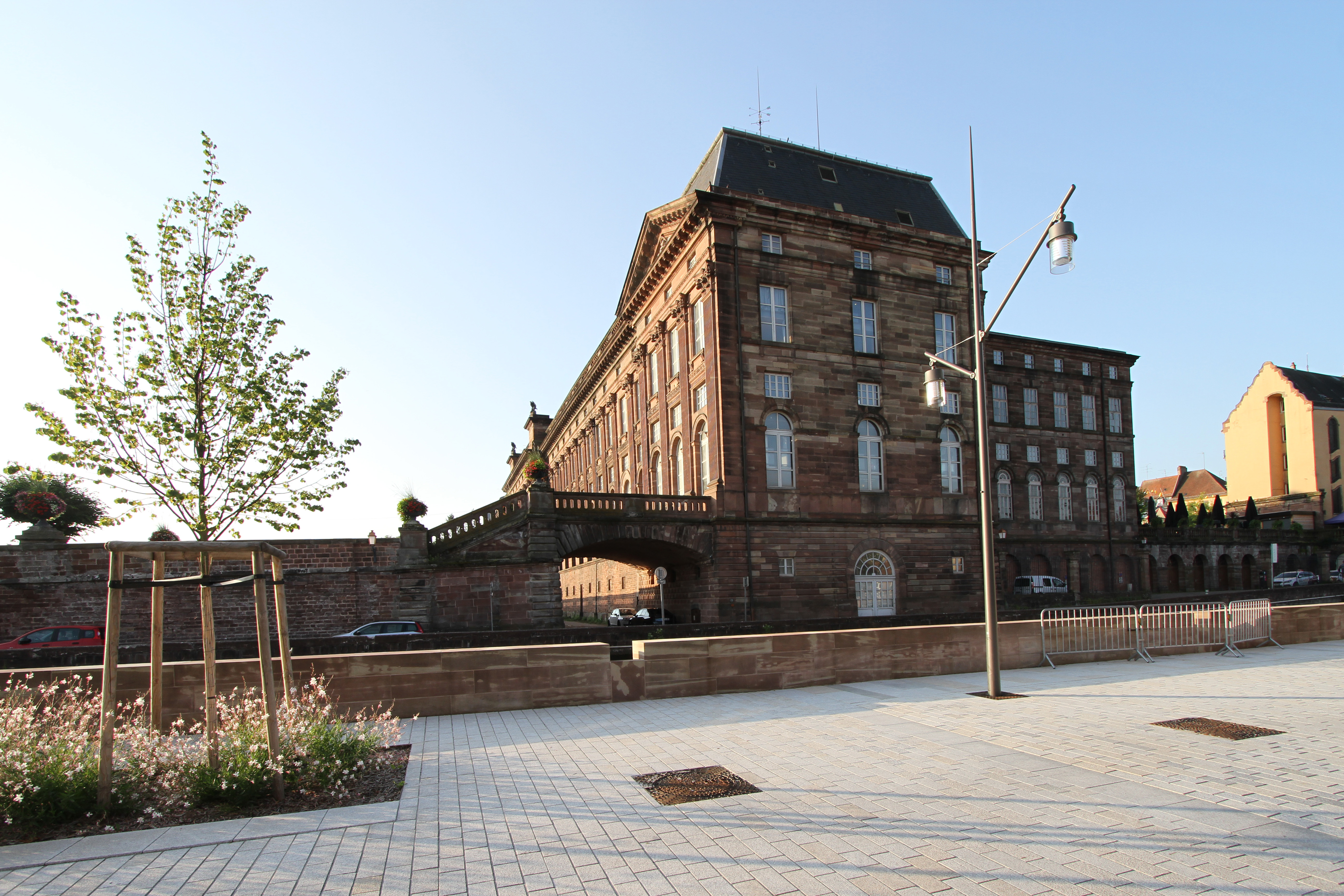
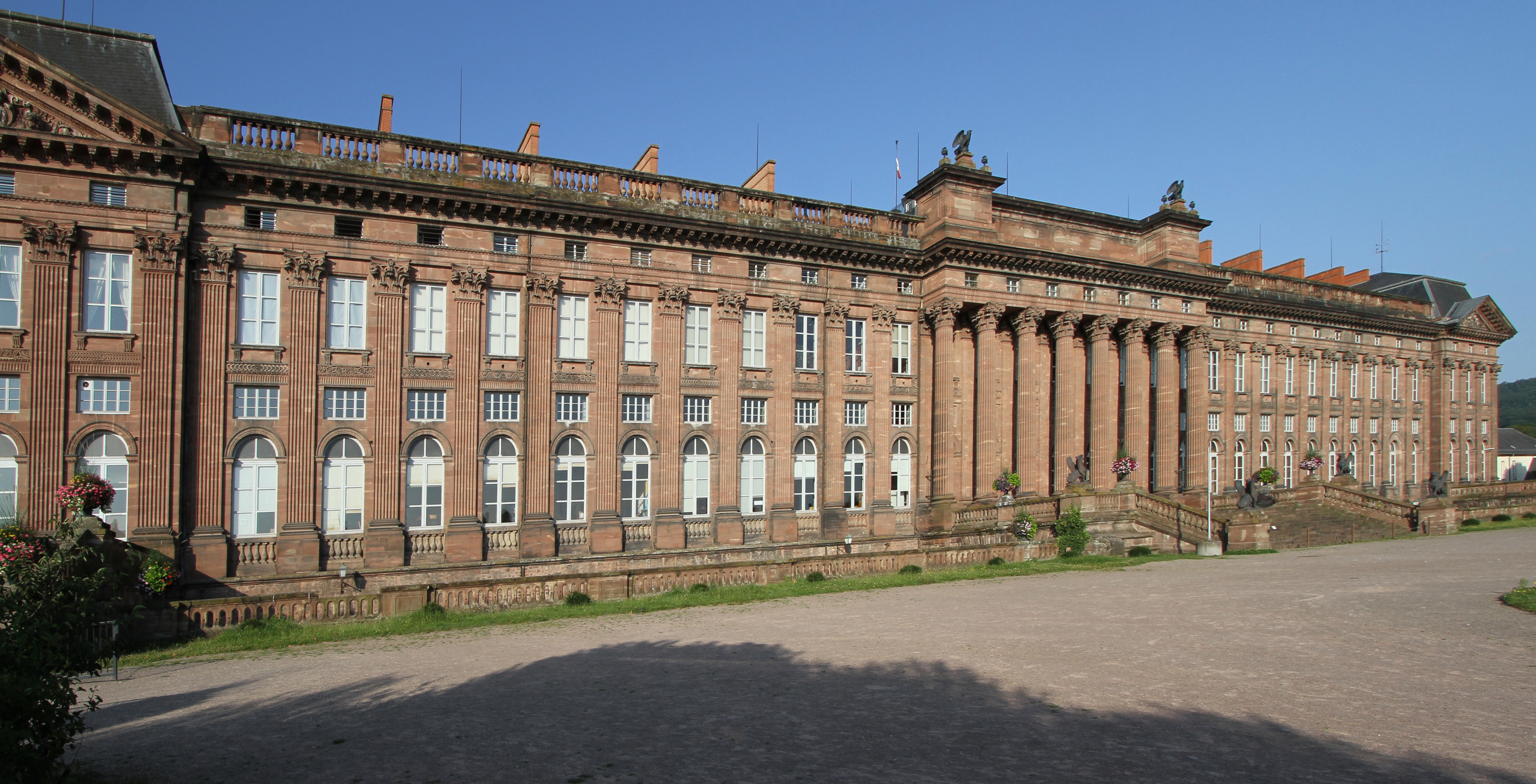
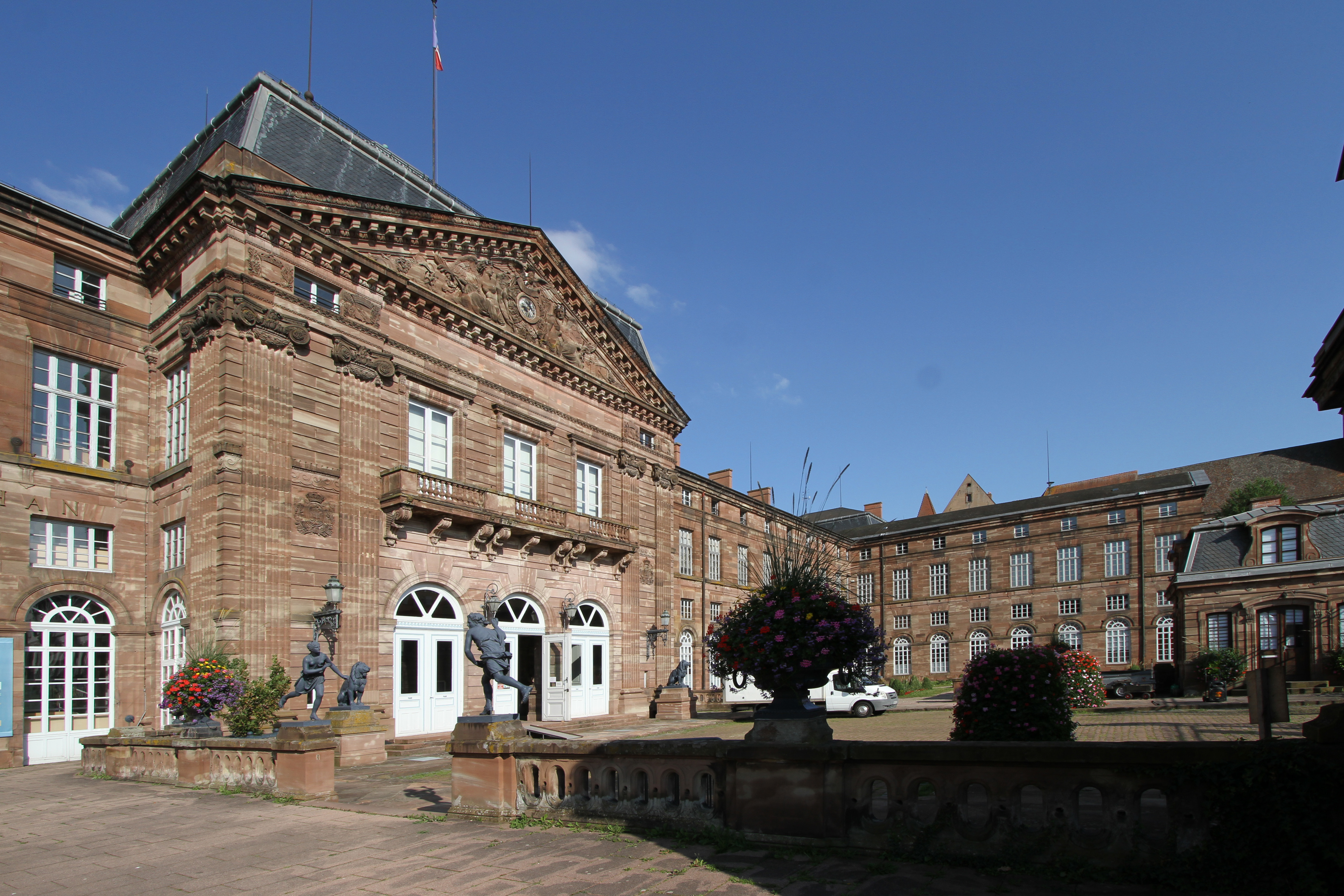